# جمعية شكسبير الأدبية الألمانية

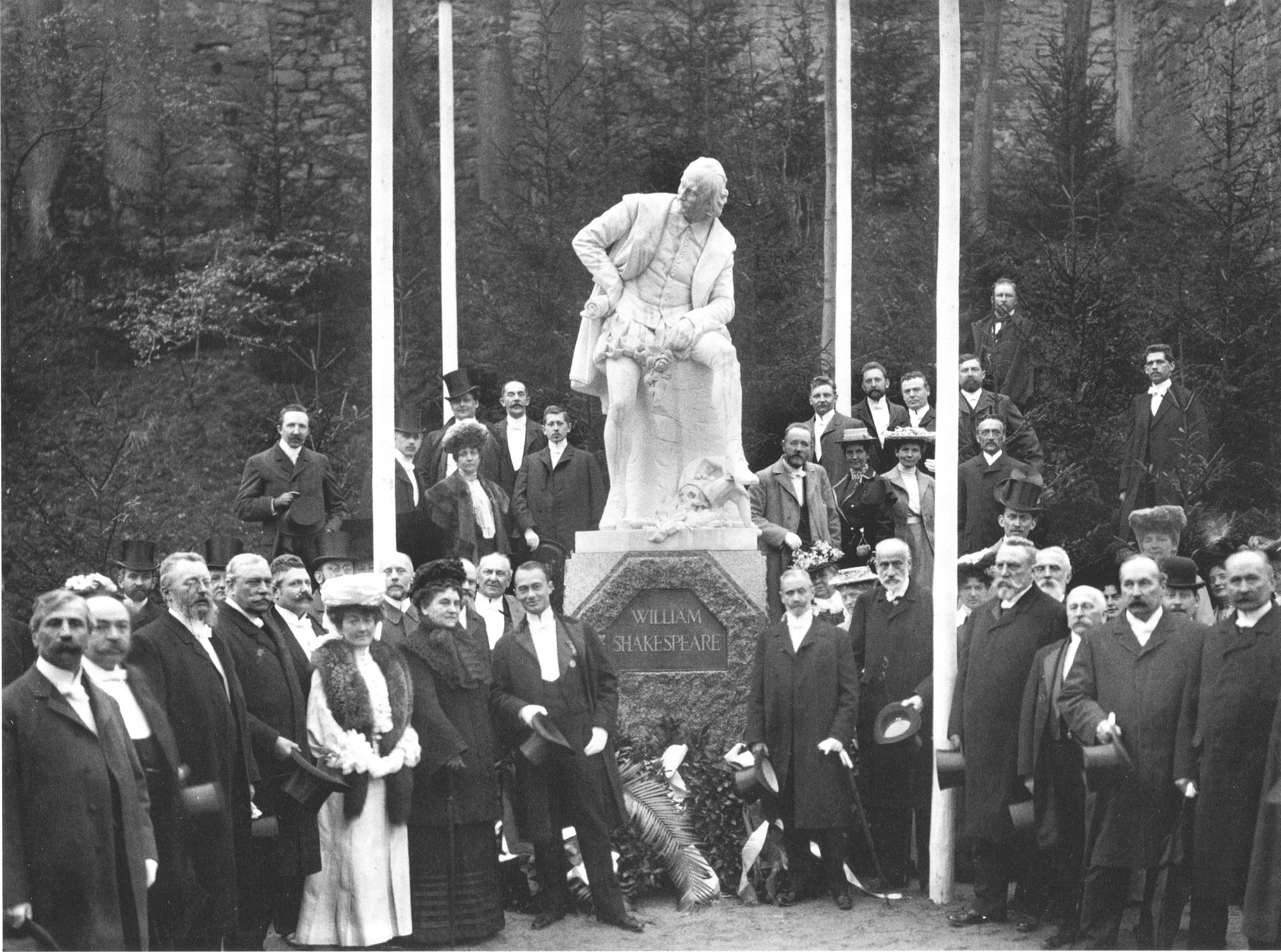

جمعية ويليام شكسبير الألمانية (بالألمانية: Deutsche Shakespeare-Gesellschaft) أنشات بمناسبة مرور 300 سنة على مولد ويليام شكسبير في يوم 23 أبريل 1864، وكانت أول جمعية علمية ثقافية من نوعها أسسها البارون فرانتس فون دنغلشتات في فايمار.
وتعتبر بذلك أقدم الجمعيات الأدبية التي ما زالت نشطة حتى الآن في العالم. وهدف الجمعية التي ما زالت ملتزمة به حتى اليوم هو رعاية ونشر تراث شكسبير في المنطقة الألمانية. وفي سبيل تحقيق هذا الهدف تقام العديد من الأنشطة من بينها: إصدار كتاب سنوي وتشجيع الترجمة والطبعات الشعبية، وتاسيس مكتبة لأعمال شكسبير وكذلك إقامة منتديات سنوية لمناقشة أعمال شكسبير.
وحين انقسمت ألمانيا بعد الحرب انقسمت معها الجمعية، فظل جزء منها في فايمار في ألمانيا الشرقية، وأنشأ الجزء الغربي في مدينة بوخوم. وأعيد توحيد الجزئين عام 1993.
وكانت أقيمت تماثيل تذكارية لشكسبير في فايمار عام 1904 من قبل النحات أوتو ليسنغ.